# Robert Vogel (Blindenaktivist)
Robert Vogel (* 3. Juli 1909 in Wien-Hernals; † 29. November 2001 in Unterdambach) war ein Pionier des österreichischen Blindenwesens.

## Leben
Vogel wurde als sechstes Kind in ärmliche Verhältnisse geboren. Die Familie wohnte im 17. Wiener Bezirk am Lorenz-Bayer-Platz 1. Nach dem Besuch der Bürgerschule begann er 1923 eine kaufmännische Lehre und wurde Schuhverkäufer. 1928 erkrankte er im Alter von 19 Jahren an einer unheilbaren Augenkrankheit, die rasch zur Erblindung führte. Er fand Aufnahme im Israelitischen Blindeninstitut. 1929 wurde er Vertreter für Blindenerzeugnisse und Parfümerieartikel, nach einiger Zeit konnte er ein eigenes Geschäftslokal im 16. Wiener Gemeindebezirk Ottakring erwerben. Vogel, dessen Lebensmotto „Kein Mensch ist so schwach, dass er nicht anderen Menschen helfen kann“ lautete, begann um 1930 „seine Pionierarbeit für blinde und sehbehinderte Menschen in einer Zeit, in der Blinde auf Grund ihrer Behinderung zum Betteln gezwungen waren.“ Er engagierte sich in dem 1924 von Jakob Wald (1887–1952) gegründeten Bund der Späterblindeten Österreichs (ab 1935 Hilfsgemeinschaft der Späterblindeten Österreichs, heutiger Name: Hilfsgemeinschaft der Blinden und Sehschwachen Österreichs). 1935 heiratete er Anna Sandera, deren Eltern in der Siedlungsanlage „Am Rosenhügel“ im 12. Wiener Gemeindebezirk Meidling wohnten. Das Paar blieb ebenfalls dort wohnen. 1938 wurde Sohn Heinz geboren.
Durch den Anschluss Österreichs und nachdem sein Geschäft enteignet und die Hilfsgemeinschaft der Späterblindeten Österreichs aufgelöst und zwangsweise in den Reichsdeutschen Blindenverband eingegliedert worden war, wurde Vogel bewusst, dass er als Jude auf die Dauer vor den Nationalsozialisten nicht sicher wäre. Der Versuch, nach Dänemark zu gelangen, schlug fehl, und er kehrte nach Wien zurück. Vorübergehend wohnte er im Blindeninstitut Hohe Warte, wo er mit seinen blinden Freunden Karl Weinstein und Sigmund Fränkel die Flucht nach Belgien beschloss. Der Grenzübertritt oberhalb Aachens misslang aber. Schließlich gelangten sie Ende November 1938 mit einer Einreisebewilligung des zuständigen niederländischen Ministeriums in die Niederlande. Bald konnte er seine Familie nachkommen lassen. 1942 wurde Vogel im Durchgangslager Amersfoort inhaftiert, kam aber wieder frei. 1947 kehrte die Familie mit der in Den Haag geborenen Tochter Sonja nach Wien zurück. Sie wohnten im Familienkreis erneut „Am Rosenhügel“.
1946 wurde die erste Generalversammlung der Hilfsgemeinschaft nach dem Krieg abgehalten und Jakob Wald zum Obmann ernannt, Vogel wurde 1948 zu seinem Stellvertreter gewählt. Die Hilfsgemeinschaft nahm ihre Vereins- und Geschäftstätigkeit 1948 in der Singrienergasse 19 in Wien-Meidling auf. 1951 konnte in Unterdambach bei Neulengbach das Haus Harmonie als Erholungs- und Pensionistenheim erworben werden. Im selben Jahr wurde Vogels Sohn Robert geboren. 1952 übernahm Vogel nach dem Tod von Wald am 9. September 1952 die Gesamtführung der Hilfsgemeinschaft. 1956 gründete er die Monatszeitschrift „Unser Schaffen“. und war maßgeblich an der Erlangung der Blindenbeihilfe für Zivilblinde im Jahr 1956 beteiligt. Die Hilfsgemeinschaft übersiedelte im Jahre 1959 in die Treustraße 9 in der Brigittenau und in Hochegg wurde 1961 die Waldpension als erstes österreichisches Blindenaltersheim eröffnet 1961 richtete Vogel „die Aufmerksamkeit auf das Erwachen eines neuen Selbstbewusstseins der Sehschwachen. [...] Eine neue Generation von selbstbewussten, zum Leben positiv eingestellten Blinden arbeitet am geistigen, kulturellen und gesellschaftlichen Aufstieg. Vogel wurde sich bewusst, wie wichtig die Öffnung des früher unzugänglichen öffentlichen Raums für die Sehschwachen ist, [...] Deshalb forderte Vogel die Chancengleichheit für Sehschwache zu ihrer gesellschaftlichen und beruflichen Integration ein“. Er war auch die treibende Kraft für ein im Mai 1966 enthülltes Mahnmal des Bildhauers Franz Coufal für 144 blinde jüdische Naziopfer im Haus Harmonie in Unterdambach.
1964 bis 1983 wohnte das Ehepaar Vogel mit seinen drei Kindern in der Strohberggasse 1 im 12. Bezirk Meidling. 1980 wurde Robert Vogel der Berufstitel „Professor“ verliehen. 1982 veröffentlichte er sein Buch „Zwischen hell und dunkel. Erlebtes und Nacherzähltes“, herausgegeben von der Hilfsgemeinschaft der Blinden und Sehschwachen Österreichs, Wien, das der „moralischen Unterstützung seiner Leidensgenossen“ dienen sollte. Ihm war wichtig aufzuzeigen, dass auch das Leben als Blinder oder Sehgeschädigter ein „lebenswertes Leben“ sei. Im April 1995 übergab Vogel die Geschäfte seinem Sohn Heinz Vogel. Vogels Frau Anna starb am 8. Jänner 1996 und wurde auf dem Friedhof St. Christophen (Niederösterreich) beigesetzt. Er selbst starb 2001 im Haus Harmonie in Unterdambach.

## Auszeichnungen und Gedenken

Gedenktafel an der Strohberggasse 1 in Wien-Meidling

- Goldenes Ehrenzeichen für Verdienste um die Republik Österreich (1987)[1][3]
- Großes Goldenes Ehrenzeichen für Verdienste um das Bundesland Niederösterreich (1984)[1][3]
- Goldenes Ehrenzeichen des Landes Burgenland (1974)[1][3]
- Silbernes Ehrenzeichen für Verdienste um das Land Wien[3]
- Prof.-Dr.-Julius-Tandler-Medaille der Stadt Wien[3]
- Henry-Dunant-Medaille[3]
- Ehrenring der Marktgemeinde Neulengbach (1979)[1]
- Ehrenring der Marktgemeinde Grimmenstein (1975)[1]
- Viktor-Keldorfer-Plakette in Silber des Wiener Schubertbundes[7]
- Anbringung einer Gedenktafel an Robert Vogels Wohnort zwischen 1964 und 1983, Strohberggasse 1, 12. Wiener Gemeindebezirk am 16. Oktober 2003[4][8]
- Oktober 2003 – Januar 2004: Sonder-Ausstellung über Vogels Leben und Wirken, Bezirksmuseum Meidling, Wien[4]
- Robert-Vogel-Medaillen
- Ihm zu Ehren wurde die Professor-Robert-Vogel-Straße in Grimmenstein/Hochegg benannt, in der das Seniorenwohnhaus Waldpension der Hilfsgemeinschaft der Blinden und Sehschwachen Österreichs liegt.